# Fliegerhorst Nordholz

i7
i11
i13
Der Fliegerhorst Nordholz (IATA-Code: NDZ, ICAO-Code: ETMN) ist ein deutscher Militärflugplatz bei Nordholz in der Gemeinde Wurster Nordseeküste im Landkreis Cuxhaven im Norden Niedersachsens.
Deutschlands einziger Marineflugplatz beheimatet das Marinefliegerkommando und die beiden diesem unterstellten Geschwader, das Marinefliegergeschwader 3 „Graf Zeppelin“ und das Marinefliegergeschwader 5.
Ein ziviler Mitbenutzer betreibt auf dem Gelände den See-Flughafen Cuxhaven/Nordholz (IATA-Code: FCN). Ein Teil des vorher vom Verkehrslandeplatz Bremerhaven-Luneort betriebenen zivilen Flugverkehrs wird seit dem 1. März 2016 von Nordholz aus abgewickelt. Der Platz in Bremerhaven wurde geschlossen.

## Geschichte und militärische Nutzung

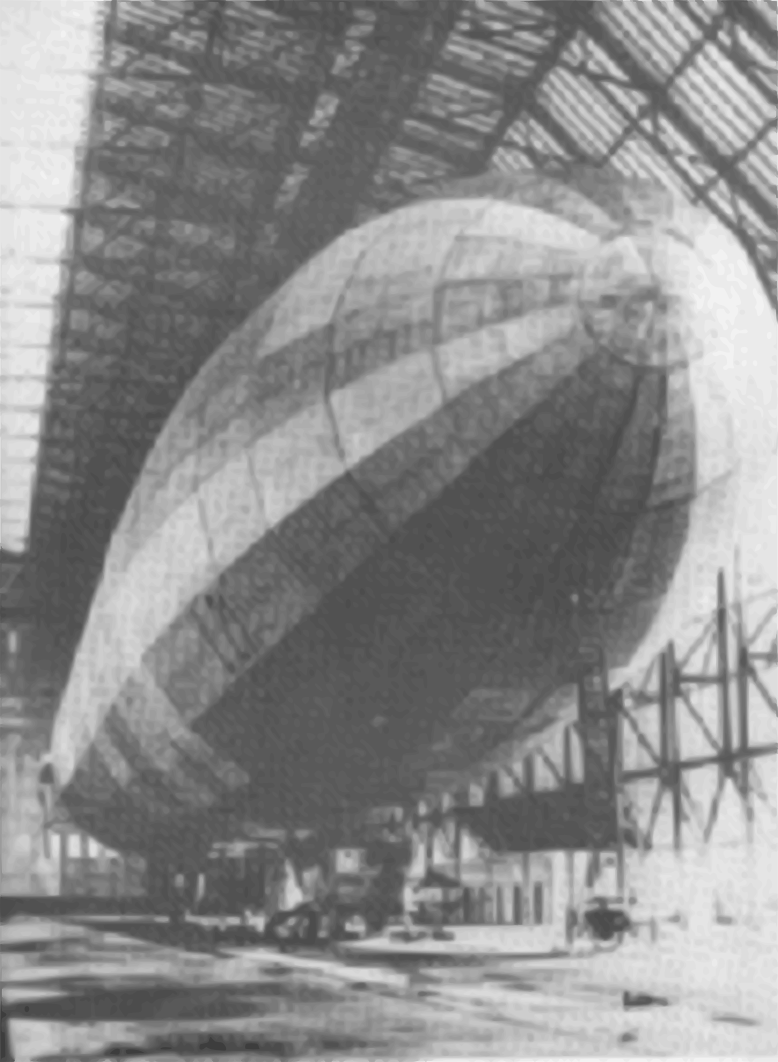
LZ 61 (Zeppelin L 21) im Hangar von Nordholz

Am 17. Dezember 1912 beauftragte der Staatssekretär des Reichsmarineamtes, Großadmiral Alfred von Tirpitz, die Kaiserliche Werft Wilhelmshaven mit dem Bau eines 800 ha großen Marinestützpunktes in der Heidelandschaft bei Nordholz. Das Gebiet erfüllte alle besonderen Anforderungen für den Standort des Marinestützpunkts: es war ein zentral gelegenes Gelände ohne allzu große Militärpräsenz, günstig zu erwerben und durch das vorgelagerte Watt gegen Beschuss von See aus gesichert.
Über 18.161.000 Mark flossen in den Bau des streng geheimen Gaswerks, der Unterkünfte und der Luftschiffhallen. Die Doppelhalle „NOBEL“, anfangs „HERTA“ genannt, stand auf Schienen und ließ sich innerhalb von einer Stunde um 360° drehen. Diese weltweit einzige Doppeldrehhalle hatte ein Gewicht von 4600 t und war zuerst 182 Meter, im Kriege dann 200 Meter lang bei einer Breite von 70 Metern und einer Höhe von 30 Metern. Zweck der Drehhalle war es, die Luftschiffe unabhängig von der Windrichtung ohne Gefahr durch Querwinde aus der beziehungsweise in die Halle zu ziehen. Fest standen dagegen die Doppelhallen NORMAN, NOGAT und NORDSTERN sowie die Einzelhallen NORA und NORBERT. Ab 1915 bekamen alle Hallen mit „NO“ beginnende Namen.
Durch die Möglichkeit, zehn Luftschiffe aufzunehmen, war Nordholz einer der größten und wichtigsten Luftschiff-Stützpunkte im Ersten Weltkrieg. Es wurden insbesondere Luftschiffe vom System Zeppelin eingesetzt aber auch einige Luftschiffe des Systems Schütte-Lanz. Unterstützt von der Royal Navy, flogen britische Luftstreitkräfte von Flugzeugmutterschiffen aus den so genannten „Weihnachtsangriff“ am 25. Dezember 1914, um vor allem die Marinebasis Cuxhaven und die Luftschiffe und Hangars in Nordholz zu treffen. Wegen ungünstigen Wetters und vorzeitiger Entdeckung und Abwehr blieben die Schäden gering, die Flieger zogen ab und warfen auf dem Heimflug weitere Bomben auf Wilhelmshaven, Norderney und deutsche Marineschiffe in der Nordsee.

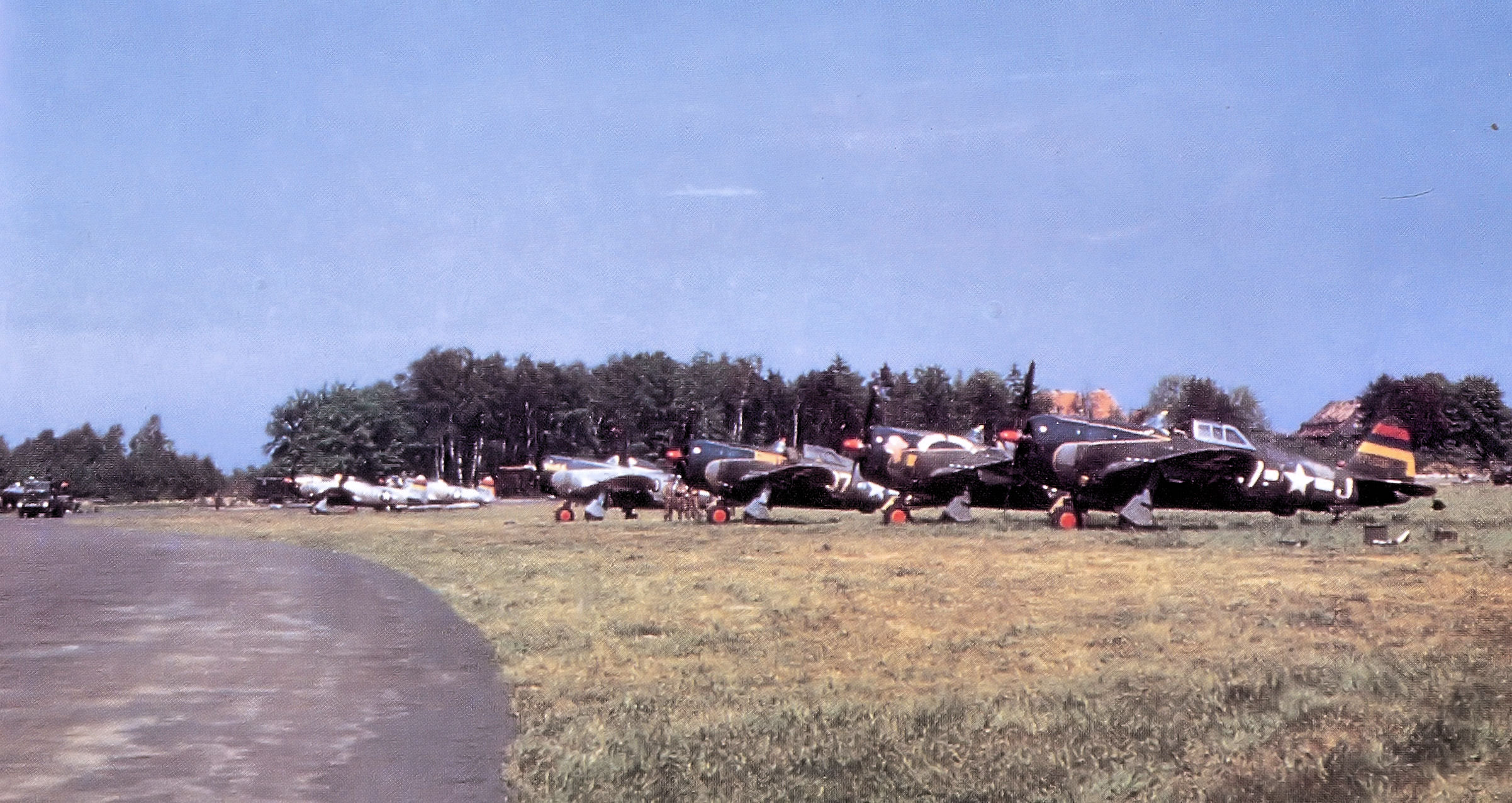
P-47 Thunderbolts der 406th Fighter Group in Nordholz im Juni 1945.

Gemäß den Auflagen des Friedensvertrags von Versailles wurden 1921 fast alle Hallen gesprengt, abgebaut oder verschrottet. Die Doppeldrehhalle folgte 1924.
Ab 1935 beanspruchte die Luftwaffe das Gelände, das die Wursterheider Landwirte bearbeiteten, wieder für sich, um hier einen Einsatzhafen zu errichten. Aus allen Teilen Deutschlands rückten Arbeitskommandos an. Für mehrere Tausend Arbeiter mussten Unterkünfte beschafft werden. Auch Abteilungen des Reichsarbeitsdienstes (RAD) wurden eingesetzt und mehrere Barackenlager als Unterkunft errichtet. Für den Flugbetrieb entstanden drei als Triangel angelegte Start- und Landebahnen. Der Deckname der Anlage lautete „Neckar“. Außerdem wurde eine Munitionslager angelegt sowie, einige Kilometer weiter südlich in Midlum-Kransburg, 1939 ein Scheinflugplatz. Während des Zweiten Weltkrieges belegten verschiedene Einheiten im ständigen Wechsel den Platz, darunter auch Heinkel-Bomber He 111, die im Rahmen der Unternehmung Weserübung 1940 Bombenangriffe auf Norwegen flogen. Im weiteren Kriegsverlauf sicherten die Maschinen die südliche Nordsee. In den letzten Kriegsjahren lagen hier unter anderem Teile des Nachtjagdgeschwader 3 (NJG 3).
Nach dem Krieg diente der Flugplatz zuerst den United States Army Air Forces als Stützpunkt (Advanced Landing Ground R-56 Nordholz). Dort wurde die 86th Fighter Group (US) stationiert, deren Squadrons auf Nordholz Air Base auf Rotationsbasis bis 31. Dezember 1947 disloziert blieben, um den Schutz des Luftraums der Region Bremen sicherzustellen. Zum 1. Januar 1948 wurde der Flugplatz an die Royal Air Force übergeben. Flieger der britischen Royal Air Force bombardierten von Nordholz aus Helgoland. Später diente er wieder Amerikanern als Flugplatz, bevor die Bundesmarine das Gelände übernehmen konnte und es zum Marinefliegerhorst umbaute.

## Zivile Nutzung
Das Aeronauticum, ein Luftschiff- und Marinefliegermuseum, hat seinen Sitz am Flughafen. Seit 2009 findet auf dem Flughafengelände jährlich das Musikfestival Deichbrand statt.
Neben dem Fliegerhorst befindet sich der Flugplatz Nordholz-Spieka mit etwa parallel verlaufender 875 m × 30 m Grasbahn.

### See-Flughafen Cuxhaven/Nordholz
Gegenüber dem Fliegerhorst befindet sich der durch die 1995 gegründete Flughafen-Betriebsgesellschaft Cuxhaven/Nordholz mbH betriebene (Public-Private-Partnership) zivile Teil des Fliegerhorsts Nordholz, der See-Flughafen Cuxhaven/Nordholz. Neben der Nutzung durch Betreiber von Geschäftsreiseflugzeugen bediente Germania am 29. September 2017 die Strecke Cuxhaven/Nordholz–Palma de Mallorca. Nach nur einem Flug wurde die Verbindung mangels behördlicher Genehmigung wieder eingestellt und nach Bremen verlegt. Die Fluggesellschaft OFD Ostfriesischer Flugdienst betrieb tägliche Linienflüge zum Flugplatz Helgoland-Düne, bevor sie ihre Flüge auf den direkt angrenzenden Flugplatz Nordholz-Spieka verlegte. Die Fluggesellschaft Yourways stellte alle Linienflüge im Juli 2018 ein.
Auch der im Jahre 1957 gegründete Aero-Club Bremerhaven ist seit März 2016 nach Nordholz ins Abfertigungsgebäude des Flughafens, neben dem Eingang zur Fluggesellschaft OFD, umgezogen. Die Flugzeuge des Clubs stehen am Seeflughafen/ETMN–Ramp Zulu in einem Rundhangar (seit Mitte April 2017) gemeinsam mit dem Honda Jet der bis Januar 2019 existierenden Fa. Privateways Luftfahrtgesellschaft mbH. Der Club betreibt auch eine Flugschule und bietet Charterflüge über das Weltnaturerbe Wattenmeer und entlang der Nord- und Ostseeküste von Borkum bis nach Rügen an.
Südlich des zivilen Terminals befindet sich ein kleines Industriegebiet, wo seit 2023 im Hinblick auf den Zulauf der Boeing P-8 ein logistisches Unterstützungszentrum der Fa. Intec entsteht.

## Anfahrt
Über die Bundesautobahn 27 Bremen–Cuxhaven, Ausfahrt Nordholz. Mit öffentlichen Verkehrsmitteln ist der Flughafen über den Bahnhof Nordholz an der Bahnstrecke Bremerhaven–Cuxhaven erreichbar (stündliche Verbindungen), von dort sind es ca. 4 km (Taxi).